# Пакистан на летних Олимпийских играх 2024

## Квалификация
| № п/п | Вид спорта      | Мужчины        | Мужчины                | Женщины        | Женщины                | Всего          | Всего                  |
| № п/п | Вид спорта      | Завоевано квот | Количество спортсменов | Завоевано квот | Количество спортсменов | Завоевано квот | Количество спортсменов |
| ----- | --------------- | -------------- | ---------------------- | -------------- | ---------------------- | -------------- | ---------------------- |
| 1     | Лёгкая атлетика | 1              | 1                      |                |                        | 1              | 1                      |
| 2     | Стрельба        | 2              | 2                      | 1              | 1                      | 3              | 3                      |
|       | ИТОГО           | 3              | 3                      | 1              | 1                      | 4              | 4                      |

## Медали
| Медаль | Спортсмен(ы) | Вид спорта | Дисциплина | Дата |
| ------ | ------------ | ---------- | ---------- | ---- |

| Вид спорта | 1 | 2 | 3 | Всего |

| Медали по датам | Медали по датам | Медали по датам | Медали по датам | Медали по датам | Медали по датам |
| --------------- | --------------- | --------------- | --------------- | --------------- | --------------- |
| Дата            | 1               | 2               | 3               | Всего           |                 |

## Состав команды
Лёгкая атлетика
1. Аршад Надим

 Стрельба
1. Гулам Мустафа Башир
2. Гульфам Джозеф[англ.]
3. Кишмала Талат

## Легкая атлетика
Пакистанские легкоатлеты выполнили нормативы для участия в Играх 2024 года, пройдя прямую квалификацию или по мировому рейтингу, в следующих соревнованиях (максимум по 3 спортсмена в каждом):
Технические дисциплины
Мужчины
| Спортсмен   | Дисциплина    | Полуфиналы | Полуфиналы | Финал     | Финал |
| Спортсмен   | Дисциплина    | Результат  | Место      | Результат | Место |
| ----------- | ------------- | ---------- | ---------- | --------- | ----- |
| Аршад Надим | Метание копья |            |            |           |       |

## Стрельба
Пакистан завоевал три места в различных дисциплинах олимпийского турнира стрелков через различные этапы отбора, включая Чемпионат мира по стрельбе 2022 года в Каире, Египет и чемпионат Азии по пулевой стрельбе 2024 года, а также автоматически право выставить команду в миксте в пневматическом пистолете.
Мужчины
| Спортсмен           | Дисциплина                         | Квалификация | Квалификация | Полуфинал | Полуфинал | Финал | Финал |
| Спортсмен           | Дисциплина                         | Баллы        | Место        | Баллы     | Место     | Баллы | Место |
| ------------------- | ---------------------------------- | ------------ | ------------ | --------- | --------- | ----- | ----- |
| Гулам Мустафа Башир | Скорострельный пистолет, 25 метров |              |              |           |           |       |       |
| Гульфам Джозеф      | Пневматический пистолет, 10 метров |              |              |           |           |       |       |

Женщины
| Спортсмен     | Дисциплина                         | Квалификация | Квалификация | Полуфинал | Полуфинал | Финал | Финал |
| Спортсмен     | Дисциплина                         | Баллы        | Место        | Баллы     | Место     | Баллы | Место |
| ------------- | ---------------------------------- | ------------ | ------------ | --------- | --------- | ----- | ----- |
| Кишмала Талат | Пневматический пистолет, 10 метров |              |              |           |           |       |       |

Микст
| Спортсмен | Дисциплина                         | Квалификация | Квалификация | Полуфинал | Полуфинал | Финал | Финал |
| Спортсмен | Дисциплина                         | Баллы        | Место        | Баллы     | Место     | Баллы | Место |
| --------- | ---------------------------------- | ------------ | ------------ | --------- | --------- | ----- | ----- |
|           | Пневматический пистолет, 10 метров |              |              |           |           |       |       |